# System p
System p är en serie PowerPC-baserade datorer från IBM som kör AIX som operativsystem.
De hette förut pSeries och innan dess RS/6000.
På senare år[när?] har System p även kunnat ha Linux som operativsystem, System p delar även mycket hårdvara med System i. De delar så mycket hårdvara att man på en System i kan köra AIX virtualiserat och det är utvecklingsenheten i Rochester som gör System i som tagit över utvecklingen av både System i- och System p-hårdvaran.
Det finns såväl servermodeller som arbetsstationer.
IBM gjorde även snarlika system under namnet OpenPower som är avsedda att köra Linux.
I mars 2008 slogs System i och p ihop under namnet Power.